# Јован Перваз
Јован Перваз Јоца (1885 — 1947) је био новосадски грађевински предузимач.
Један је од оснивача Удружења занатлија Срба у Новом Саду. Био је председник СЗПД Невен (1933/1934).
Изградио је Первазово насеље код Алмашког гробља 1935. године. 
Крајем 1938. усвојена његова молба на Савету општине да се тек уведена нова аутобуска линија Трг ослобођења – Штранд продужи до Алмашког гробља.
Јоца Перваз преминуо је 1947. године и сахрањен је на Алмашком гробљу у Новом Саду.